# Suō-Ōshima
Suō-Ōshima (japanska: 周防大島町?, Suō-Ōshima-chō) är en landskommun i Yamaguchi prefektur i Japan. Kommunen består av ön Suō-Ōshima och kringliggande mindre öar i Japanska innanhavet (Seto naikai). Kommunen bildades 2004 genom en sammanslagning av kommunerna Ōshima, Kuka, Tachibana och Tōwa. 